# Representación de grupo

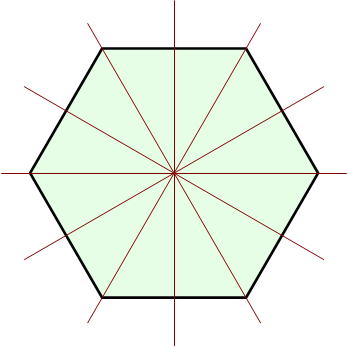
Una representación de un grupo "actúa" sobre un objeto. Un ejemplo sencillo es cómo las simetrías de un polígono regular, consistentes en reflexiones y rotaciones, transforman el polígono.

En el estudio de los grupos  en álgebra, una representación de grupo es una "descripción" de un grupo como grupo concreto de transformaciones (o grupo de automorfismos) de un cierto objeto matemático. Más formalmente, la "descripción" significa que hay un homomorfismo del grupo a un cierto grupo de automorfismos. Una representación fiel es una en la cual este homomorfismo es inyectivo. 
En el campo matemático de la teoría de representaciones, las representaciones de grupo describen grupos abstractos en términos de transformaciones lineales  biyectivas de espacios vectoriales sobre sí mismos (es decir, automorfismos de espacios vectoriales). En particular, pueden utilizarse para representar elementos de grupo como matrices invertibles de modo que la operación de grupo pueda representarse por multiplicación de matrices.
En química, una representación de grupo puede relacionar elementos matemáticos de grupo con rotaciones simétricas y reflexiones de moléculas.
Las representaciones de grupos son importantes porque permiten reducir muchos problemas de teoría de grupos a problemas de álgebra lineal, que se entiende bien. También son importantes en física porque, por ejemplo, describen cómo el grupo de simetría de un sistema físico afecta a las soluciones de las ecuaciones que describen dicho sistema.
El término representación de un grupo también se utiliza en un sentido más general para referirse a cualquier "descripción" de un grupo como grupo de transformaciones de algún objeto matemático. Más formalmente, una "representación" significa un homomorfismo del grupo al grupo de automorfismo de un objeto. Si el objeto es un espacio vectorial tenemos una representación lineal. Algunas personas usan realización para la noción general y reservan el término representación para el caso especial de las representaciones lineales. La mayor parte de este artículo describe la teoría de las representaciones lineales; véase la última sección para las generalizaciones.

## Subteorías de la teoría de la representación de grupos
La teoría de la representación de grupos se divide en subteorías según el tipo de grupo que se represente. Las distintas teorías son bastante diferentes en detalle, aunque algunas definiciones y conceptos básicos son similares. Las divisiones más importantes son:
- Grupo finitos — Las representaciones de grupos son una herramienta muy importante en el estudio de los grupos finitos. También surgen en las aplicaciones de la teoría de grupos finitos a la cristalografía y a la geometría. Si el campo de escalares del espacio vectorial tiene característica p, y si p divide el orden del grupo, entonces esto se llama teoría de representación modular'; este caso especial tiene propiedades muy diferentes. Véase Teoría de la representación de grupos finitos.
- — Muchos de los resultados de la teoría de la representación de grupos finitos se demuestran promediando sobre el grupo. Estas demostraciones pueden trasladarse a grupos infinitos sustituyendo la media por una integral, siempre que pueda definirse una noción aceptable de integral. Esto puede hacerse para grupos localmente compactos, utilizando la medida de Haar. La teoría resultante es una parte central del análisis armónico. La dualidad de Pontryagin describe la teoría para grupos conmutativos, como una transformada de Fourier generalizada. Véase también: Teorema de Peter-Weyl.
- Grupos de Lie — Muchos grupos de Lie importantes son compactos, por lo que se les aplican los resultados de la teoría de la representación compacta. También se utilizan otras técnicas específicas de los grupos de Lie. La mayoría de los grupos importantes en física y química son grupos de Lie, y su teoría de la representación es crucial para la aplicación de la teoría de grupos en esos campos. Véanse Representaciones de grupos de Lie y  Representaciones de álgebras de Lie.
- Grupo algebraico lineal (o más generalmente esquema de grupo afín) — Son los análogos de los grupos de Lie, pero sobre campos más generales que sólo R o C. Aunque los grupos algebraicos lineales tienen una clasificación muy similar a la de los grupos de Lie y dan lugar a las mismas familias de álgebras de Lie, sus representaciones son bastante diferentes (y mucho menos conocidas). Las técnicas analíticas utilizadas para estudiar los grupos de Lie deben sustituirse por técnicas de geometría algebraica, donde la relativamente débil topología de Zariski causa muchas complicaciones técnicas.
- Grupos topológicos no compactos — La clase de los grupos no compactos es demasiado amplia para construir cualquier teoría de representación general, pero se han estudiado casos especiales específicos, a veces utilizando técnicas ad hoc. Los grupos de Lie semisimples tienen una teoría profunda, basada en el caso compacto. Los grupos de Lie solubles complementarios no pueden clasificarse del mismo modo. La teoría general para los grupos de Lie se ocupa de los  productos semidirectos de los dos tipos, mediante resultados generales llamados teoría de Mackey, que es una generalización de los métodos de clasificación de Wigner.

La teoría de la representación también depende en gran medida del tipo de espacio vectorial sobre el que actúa el grupo. Se distingue entre representaciones finito-dimensionales y representaciones infinito-dimensionales. En el caso de dimensiones infinitas, son importantes otras estructuras (por ejemplo, si el espacio es o no un espacio de Hilbert, un espacio de Banach, etc.).
También hay que considerar el tipo de campo sobre el que se define el espacio vectorial. El caso más importante es el campo de los números complejos. Los otros casos importantes son el campo de los números reales, los campos finitos y los campos de los números p-ádicos. En general, los campos  algebraicamente cerrados son más fáciles de manejar que los no algebraicamente cerrados. La característica del campo también es significativa; muchos teoremas para grupos finitos dependen de que la característica del campo no divida al orden del grupo.

## Primeros ejemplos
A veces se utiliza realización para esta noción, reservando el término representación para lo que más abajo se llamará representaciones lineales. La teoría de la representación se divide en subteorías dependiendo de la clase de grupo que es representado. Las divisiones más importantes son:
Grupos finitos: las representaciones de grupo son una herramienta muy importante en el estudio de grupos finitos. También aparecen en ciertas aplicaciones de la teoría de grupos finitos cristalografía y en geometría. El caso especial donde la representación es sobre un cuerpo de característica p y p divide el orden del grupo, llamada teoría de la representación modular, tiene propiedades muy diversas (véase abajo). 
Grupos topológicos compactos o localmente compactos: muchos de los resultados de la teoría de representación de grupos finitos son probados haciendo un promedio sobre el grupo. Estas pruebas se pueden transportar a los grupos infinitos si el promedio es substituido por una integral, lo que solamente funciona si podemos definir una noción aceptable de integral. Esto se puede hacer para los grupos localmente compactos, usando la medida de Haar. La teoría que resulta es una parte central del análisis armónico. La dualidad de Pontryagin describe la teoría para los grupos conmutativos, como transformación de Fourier generalizada. 
Grupos de Lie: Muchos grupos de Lie importantes son compactos, así que los resultados de la teoría compacta de representación se aplican a ellos. Otras técnicas específicas de los grupos de Lie se utilizan también. La mayoría de los grupos importantes en la física y la química son grupos de Lie, y la teoría de representación es crucial para el uso de la teoría de grupos en esos campos. Vea Representaciones de grupos de Lie o de álgebras de Lie. 
Grupos topológicos no compactos: La clase de grupos no compactos es demasiado amplia para construir cualquier teoría general de representación, pero se han estudiado casos especiales específicos, a veces usando técnicas ad hoc. Los grupos de Lie semisimples tiene una teoría profunda, basada en el caso compacto. Los grupos de Lie solubles no pueden ser clasificados de la misma manera. La teoría general para los grupos de Lie se ocupa de los productos semidirectos de los dos tipos, por medio de los resultados generales llamados teoría de Mackey, que es una generalización de los métodos de clasificación de Wigner. 
Dentro de una clase dada de teoría de representación, los resultados se diferencian dependiendo de la clase de grupo de automorfismos que se busque. Un posible 'blanco' para el homomorfismo de la definición son los grupos de permutaciones. Pero los 'blancos' más importantes son grupos de matrices sobre algunos cuerpos, o, más generalmente, grupos de transformaciones lineales inversibles de un espacio vectorial. 
El caso más importante es el cuerpo de los Números complejos (es decir, las representaciones son homomorfismos a un grupo de matrices complejas o de transformaciones lineales inversibles de un espacio vectorial complejo). Si el espacio vectorial es finito dimensional, entonces las representaciones son también finito dimensionales. (las representaciones infinito dimensionales son también posibles; el espacio vectorial puede entonces ser un espacio de Hilbert infinito dimensional, por ejemplo.) 
Los otros casos importantes son el cuerpo de los números reales, los cuerpos finitos, y los cuerpos de los números p-ádicos. Las representaciones en el caso finito del cuerpo se llaman modulares. Aquí la característica del cuerpo es absolutamente significativa; muchos teoremas dependen de que el orden del grupo no divida la característica del cuerpo.

## Representación conjuntista / representación por permutaciones
Un conjunto X se dice que soporta una representación conjuntista o representación por permutación de un grupo G si hay una función, ρ de G a XX, el conjunto de las funciones de X a X tales que para g1, g2 en G, y x en X
{\displaystyle \rho (g_{1}g_{2})[x]=\rho (g_{1})[\rho (g_{2})[x]]}.
Esta condición y los axiomas para un grupo implican que ρ(g) es una biyección (permutación) para todo g en G. Así podemos equivalentemente definir una representación de permutación como un homomorfismo de grupos de G al grupo simétrico SX de X. 
Ver acción de grupo. 
Una representación lineal es un caso especial de una representación conjuntista con estructura adicional.

## Representación lineal
En álgebra abstracta, una representación de un grupo finito G es un homomorfismo de grupos de G en el grupo general lineal GL(n, C) de las matrices complejas invertibles n-por-n. El estudio de tales representaciones se llama teoría de representación.
La teoría de representación es importante porque permite la reducción de algunos problemas de la teoría de grupos al álgebra lineal, que tiene una teoría muy bien entendida. Hay un análogo de esta teoría para muchas clases importantes de grupos infinitos; vea representaciones de los grupos y de las álgebras de Lie y teorema de Peter-Weyl para los grupos topológicos compactos. Una representación por transformaciones proyectivas (véase representación proyectiva) se puede describir como representación lineal salvo matrices escalares. Estas representaciones ocurren naturalmente, también. 
Podríamos también tener representaciones afines. Por ejemplo, el grupo euclidiano actúa de forma afín sobre el espacio euclidiano. 

### Ejemplo
Considere el número complejo u = exp(2πi/3) que tiene la propiedad u³ = 1. El grupo cíclico C3 = { 1, u, u² } tiene una representación ρ dada por: 
{\displaystyle {\begin{bmatrix}1&0\\0&1\\\end{bmatrix}}\qquad {\begin{bmatrix}1&0\\0&u\\\end{bmatrix}}\qquad {\begin{bmatrix}1&0\\0&u^{2}\\\end{bmatrix}}}
(las tres matrices son ρ(1), ρ(u) y ρ(u²) respectivamente). 
Esta representación se dice fiel, porque ρ es inyectiva. 

### Equivalencia de las representaciones
Dos representaciones ρ1 y ρ2 se dicen equivalentes si las matrices se diferencian solamente por un cambio de base, es decir si existe A en GL(n, C) tal que para todo el x en G: ρ1(x) = Aρ2(x)A-1. Por ejemplo, la representación de C3 dado por las matrices: 
{\displaystyle {\begin{bmatrix}1&0\\0&1\\\end{bmatrix}}\qquad {\begin{bmatrix}u&0\\0&1\\\end{bmatrix}}\qquad {\begin{bmatrix}u^{2}&0\\0&1\\\end{bmatrix}}}
es una representación equivalente a la mostrada arriba. 

### Acciones de grupo
Cada matriz cuadrada n-por-n describe una función lineal desde un espacio vectorial n-dimensional V a sí mismo (una vez que se ha elegido una base para V). Por lo tanto, cada representación ρ: G -> GLn define una acción de grupo en V dada por g.v = (ρ(g))(v) (para g en G, v en V). Se puede de hecho definir una representación de un grupo como acción de ese grupo en un cierto espacio vectorial, evitando de tal modo la necesidad de elegir una base y la restricción a los espacios vectoriales finito-dimensionales. 

### Reducibilidad
Si V tiene un subespacio propio no trivial W tal que W es estable por la representación ρ, entonces la representación se dice reducible. Una representación reducible se puede expresar como una suma directa de subrepresentaciones (Teorema de Maschke) (solamente para los grupos finitos, las representaciones reducibles son necesariamente descomponibles!). Si V no tiene ningún tal subespacio; se dice que ρ es una representación irreducible.
Para grupos de Lie compactos se tiene el siguiente teorema:
| Sea {\displaystyle \scriptstyle K} un grupo de Lie compacto: (a) Cualquier representación irreducible de {\displaystyle \scriptstyle K} es de dimensión finita y es equivalente a una representación unitaria. (b) Toda representación de {\displaystyle \scriptstyle K} puede descomponerse como suma directa (posiblemente infinita) de sub-representaciones irreducibles (de espacioss vectoriales topológicas). |

### Teoría de caracteres
El carácter de una representación {\displaystyle \rho :{\mathcal {G}}\to \mathrm {GL} _{n}(\mathbb {C} )} es la función {\displaystyle \chi :{\mathcal {G}}\to \mathbb {C} } que asigna a cada {\displaystyle g\in {\mathcal {G}}} a la traza (suma de los elementos diagonales) de la matriz ρ(g). Por ejemplo, el carácter de la representación dada arriba se da cerca: χ(1) = 2, χ(u) = 1 + u, χ(u²) = 1 + u². Si g y h son miembros de G en igual clase de conjugación, entonces χ(g) = χ(h) para cualquier carácter; los valores de un carácter por lo tanto tienen que ser especificados solamente para las diversas clases de conjugación de G. Más aún, las representaciones equivalentes tienen los mismos caracteres. Si una representación es la suma directa de subrepresentaciones, entonces el carácter correspondiente es la suma de los caracteres de las subrepresentaciones. Los caracteres de todas las representaciones irreducibles de un grupo finito forman una tabla de caracteres, con las clases de conjugación de elementos como las columnas, y caracteres como las filas. Aquí está la tabla de caracteres de C3: 

{\displaystyle {\begin{matrix}&(1)&(u)&(u^{2})\\1&1&1&1\\x_{1}&1&u&u^{2}\\x_{2}&1&u^{2}&u\end{matrix}}}

La tabla de caracteres es siempre cuadrada, y las filas y las columnas son ortogonales con respecto al producto interno en Cm (véase relación de ortogonalidad), que permite que se compute las tablas de caracteres más fácilmente. La primera fila de la tabla de caracteres siempre consiste en unos, y corresponde a la representación trivial (la representación de 1 dimensión que consiste en las matrices 1×1 que contienen la entrada 1). Ciertas propiedades del grupo G se pueden deducir de su tabla de caracteres: 
- El orden de G viene dado por la suma de (χ(1))² sobre los caracteres en la tabla.

- G es abeliano si y solamente si χ(1) = 1 para todos los caracteres en la tabla.

- G tiene un subgrupo normal no trivial (es decir G no es un grupo simple) si y solamente si χ(1) = χ(g) para algún carácter χ no trivial en la tabla y un cierto elemento no-identidad g en G.

La tabla de caracteres en general no determina un grupo salvo isomorfismo: por ejemplo, el grupo cuaterniónico Q y el grupo diedral de 8 elementos (D8) tienen la misma tabla de caracteres.

## Representación categórica
Generalmente, una representación de un grupo G en una categoría C es un funtor de G (como categoría de un objeto) en C. 
- una representación conjuntista es una representación en la categoría de conjuntos, es decir una representación de permutación.

- una representación k-lineal (para algún cuerpo k) es una representación en la categoría de los espacios vectoriales sobre k.